# František Antonín Ernst

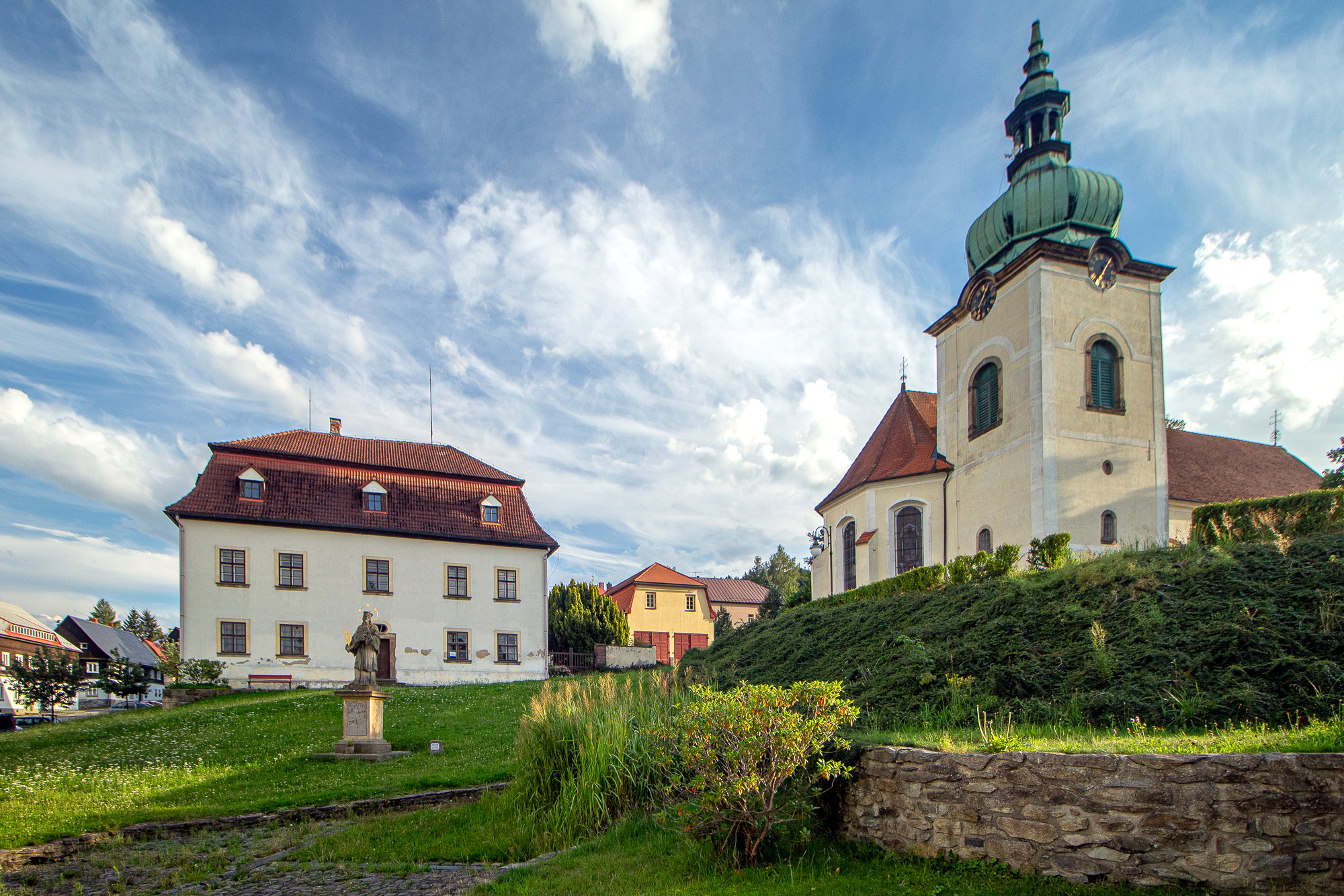
Ernstův rodný Jiřetín pod Jedlovou

František Antonín Ernst (německy Franz Anton Ernst, 3. prosince 1745, Jiřetín pod Jedlovou - 13. ledna 1805, Gotha) byl německý houslista, výrobce houslí a skladatel ze severních Čech.

## Život
František Antonín Ernst pocházel ze severočeského Jiřetína. Vystudoval práva na Karlově univerzitě v Praze a poté se stal právníkem v rodném Jiřetíně. Později pracoval jako soukromý tajemník hraběte Salma. 
Inspirován svým učitelem houslí, houslovým virtuosem Antoniem Lollim, se nakonec vydal na koncertní turné.
V roce 1804 Ernst v článku v Allgemeine Musikalische Zeitung napsal, že po 20 letech snažení došel k závěru, že na nástrojích starých mistrů už není co vylepšovat, zvláště pokud jde o jejich tvar. Tuto esej napsal v reakci na různé pokusy o „vylepšení“ houslí. V roce 1800 například jakýsi John J. Hawkins požádal o patent na housle bez stran a bez hřbetu. Říká se, že pro tento experiment dokonce obětoval jedny stradivárky. 
František Antonín Ernst se v roce 1785 stal učitelem Johanna Nikolause Artmanna poté, co v dědečkově dílně prokázal takovou zručnost, že bylo rozhodnuto dát ho vyučit u známého mistra. Tam se vypracoval na jednoho z nejlepších mistrů své doby.
Ernst byl koncertním mistrem dvorního orchestru v Gotha, kde se v roce 1778 stal nástupce Jiřího Antonína Bendy. Z jeho rozsáhlého díla je znám houslový koncert Es dur, který jej řadí mezi skladatele vysoké úrovně. Od Františka Antonína Ernsta zřejmě také pocházejí operní úpravy pro flétnu a kytaru vydané mohučským nakladatelstvím Schott.
Působil také jako hudební teoretik. Napsal „učebnici pro všechny houslisty“, jejíž první část pojednává o stavbě houslí.